# Св. св. Петър и Павел (Мелник)
Вижте пояснителната страница за други значения на Свети апостоли Петър и Павел.
„Св. св. Петър и Павел“ е българска възрожденска църква в град Мелник, България, днес част от Неврокопската епархия на Българската православна църква. Църквата се намира в югозападната част на града, близо до центъра. Обявена е за паметник на културата с национално значение.

## История
Според ктиторския надпис над западния вход „Св. св. Петър и Павел“ е възстановен в 1840 година при митрополит Дионисий Мелнишки.
Църквата е сред петте храма, които оцеляват при изгарянето на Мелник в 1913 година заедно със „Свети Антоний“, „Свети Йоан Предтеча“, „Свети Николай“ и „Света Варвара“.

## Архитектура
В архитектурно отношение е трикорабна псевдобазилика с двускатен покрив, със слабоизразена полукръгла апсида и открит нартекс. На юг е вкопана, поради наклон на терена. Зидарията е от декоративно фигурирани камъни. Покривът е двускатен със скосявания на късите страни. Прозорците са високо на северната стена. Входовете са два – от запад и от юг.

## Интериор
Вътрешността е разделена на три кораба от два реда от по 5 дървени колони. На запад има женска църква с решетъчна преграда и кобилично извит оригинален парапет от времето на изграждането на храма. Други оригинални елементи от вътрешната украса са дъсчените тавани, иконостасът и столовете.
Храмът е частично изписан – в протезиса и апсидата и в аркадата и по холкела на централния кораб. Колоните и капителите са с многоцветна декорация. Над централния кораб има изображениие на Христос Вседържител на платно.
Иконостасът има ясна архитектоника, пропорциите му са хармонични. Състои се от пет пояса – цокълни табла, царски икони, лозница, празнични икони и венчилка, като разпятието не е оригинално. Цокълните табла са изписани с вази с лалета, рози и карамфили. Сред иконите има и по-стари от храма – „Христос Вседържител“, „Св. св. Константин и Елена“, „Света Богородица с младенеца“, „Свети Йоан Предтеча“ вероятно са от XVIII век и са надживописани от Андон Зограф в края на XIX век. На Андон Зограф е иконата „Христос Велик Архиерей“ за владишкия трон от 1893 година, както и три стенописни сцени в олтара – Богородица Ширшая небес, Великите отци в апсидата и Свалянето от кръста в протезиса. Владишкият трон е резбован и украсен с живописна украса и надпис от 1893 година. На облегалото му е изписан ликът на мелнишкия митрополит Александър. Амвонът и проскинитарията са изписани от друг мелнишки зограф Лазар Аргиров, а негови ученици в 1886 година изпълняват двата странични проскинитария.